# Clive Morton
Clive Morton, född 16 mars 1904 i London, död 24 september 1975 i samma stad, var en brittisk skådespelare.

## Rollista i urval
- 1948 – De fria viddernas män
- 1949 – Sju hertigar
- 1949 – Vilse i London
- 1950 – Blå lyktan
- 1951 – Jag stal en miljon
- 1955 – Richard III
- 1958 – Det spökar på Elisabeth
- 1959 – Make Mine a Million
- 1960 – The Pure Hell of St Trinian's
- 1965 – Den mystiska blondinen
- 1967 – Forsytesagan (TV-serie)
- 1969 – Goodbye, Mr Chips
- 1970 – Jane Eyre
- 1973 – Doctor Who (TV-serie)
- 1973 – Herrskap och tjänstefolk (TV-serie)